# Chetogena carbonaria
Chetogena carbonaria là một loài ruồi trong họ Tachinidae.